# Колвілл (річка)

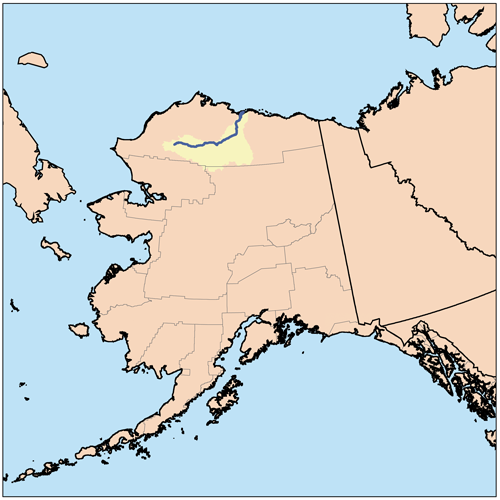
Схема басейну річки

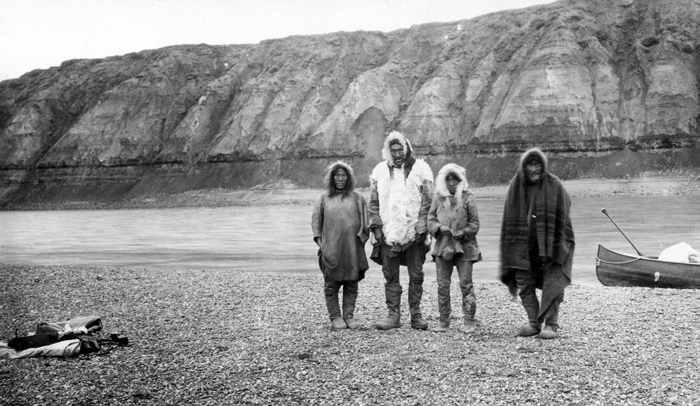
Сім'я інупіатів на березі річки, 1901 р.

Колвілл (англ. Colville) — річка на півночі Аляски. Довжина близько 700 км, площа басейна 60 тис. км². Впадає в море Бофорта Північного Льодовитого океану. Середня витрата води 380 м³/с.
Бере початок в районі гір Де-Лонга, на західному краю хребта Брукса, на північ від континентального вододілу. Тече спочатку на північ, а потім на схід по передгір'ях на північній стороні хребта. Приймає безліч невеликих приток в середині хребта Брукс. Поблизу ескімоського села Уміат річка повертає на північ, витікаючи на рівнину Північного Льодовитого океану. Впадає в море Бофорта поблизу міста Нуїксут і приблизно в 190 км на захід від населеного пункту Прадхо-Бей, утворюючи широку дельту.
У басейні річки є багаті родовища нафти і природного газу. У зимові місяці при достатній товщині льоду Колвілл використовується як зимник.